# Mofli, l'últim coala
Mofli, l'últim coala és una sèrie de televisió de dibuixos animats produïda a Espanya, desenvolupada per l'estudi EQUIP i transmesa per TVE en 1987. El guió va ser escrit per Jaime González i dirigit per Jordi Amorós. Consta de 13 capítols que duren aproximadament 20 minuts cadascun.
La sèrie va comptar amb un doblatge en català força oblidat però ple de dobladors i dobladores de renom.
La història se situa a principis del segle xxi al poble fictici Rivermint un indret de camperols a Austràlia. La sèrie esmenta que la desforestació dels arbres d'eucaliptus va provocar que el nombre de coales fos severament delmat al grau de la seva extinció. L'aparició d'un exemplar de coala, Mofli, causa una gran sorpresa a tot el món. Diverses persones de diferents llocs viatjaran a Rivermint per fer-se amb ell, però la seva amiga Corina farà tot el possible per evitar la seva captura.

## Producció
La sèrie va ser dirigida per Jordi Amorós basant-se en una idea original de Jaime González, que ja havia realitzat diversos treballs televisius. El projecte va ser enviat a TVE per a la seva aprovació començant a redactar-se el contracte el 17 de setembre de 1984 i quedant formalitzat el 13 de febrer de l'any següent. En aquest acord, TVE es va comprometre al pagament de 130 milions de pessetes per una sèrie de 26 episodis, avançant la cadena una mica més de 61 milions. D'altra banda, la productora va lliurar dos avals bancaris de 26 milions cada un amb garantia de pagament per part de TVE. No obstant això, a causa dels retards en la producció per part d'Equip, el 24 de juliol de 1986 es va decidir retallar a la meitat tant el pressupost de la sèrie com el nombre d'episodis. Un cop realitzada es va enviar a TVE per la seva validació amb la intenció d'estrenar-la el 25 de gener de 1987, però, TVE va decidir prescindir d'ella per "baixa qualitat" i va exigir a la productora Equip que realitzés determinats canvis. Un cop superades les deficiències, TVE va donar-hi el vistiplau i va començar a emetre's el 30 de setembre de 1987 per La 2.
La seva banda sonora va ser composta i dirigida per Jordi Batiste. L'encarregat de realitzar el disseny dels personatges i decorats va ser Enrique Ventura. Víctor Luna i Jordi Muray van supervisar els treballs d'animació on hi figuraven reconeguts animadors. El doblatge es va realitzar en els estudis Carbonell de Barcelona i van ser dirigits per Joaquín Díaz que va posar veu a un dels personatges.

## Argument
A principis del segle XXI a Rivermint (Austràlia) una nena anomenada Corina es fa amiga del que se suposa és l'últim coala del planeta, anomenat Mofli. Això provoca que es descobreixi a nivell mundial que hi ha un exemplar únic en la seva espècie i gent de tot el món el vagi a buscar. Es narren els intents de diverses persones per caçar l'animal, qui és ajudat per la seva amiga Corina a escapar d'ells i aconseguir vèncer-los, fins que tots creuen que el coala ha mort i desisteixen de la seva recerca.

## Personatges
| personatges      | Actor / Actriu de veu   | Descripció |
| ---------------- | ----------------------- | --- |
| Mofli            | cap                     | L'últim exemplar de coala viu a la terra, que viu en els eucaliptus dels boscos de Rivermint. Recentment descobert i al que molts volen capturar. |
| Estela           | cap                     | Una papallona amiga de Mofli i Corina de colors blau negrosa. Viu en una cova darrere de la cascada. Fa sons de tics durant la seva aleteig i emet una estela brillant quan està dins de la cova. |
| Corina Polman    | Núria Mediavilla        | Una nena rossa oriünda de Rivermint de bon cor. És amiga de la papallona Estela i Mofli. Es qui troba al coala però decideix amagar-ho i protegir-lo dels seus captors. Viu amb el seu pare al poble, un pintor paraplègic. |
| Hank Polman      | Joaquín Muñoz           | És el pare de Corina, és un pintor discapacitat. Fa fa servir la fantasia de la seva filla per fer els seus quadres i alleujar la seva condició. Amb la seva pipa pot fer bombolles acolorides que agraden a Bailosolo. |
| Bailosolo        | Pep Sais                | Un lladre que ingressa a la casa de Corina. La família s'apiada d'ell i li dona un treball com a ajudant però la seva intenció en principi era robar-los els diners del treball de les pintures de Hank. Després intentarà capturar al coala per donar-se'l a Iván a canvi d'una recompensa més gran.                                                                                         |
| Sir Bruno O'Neil | Manuel Lázaro           | El marit de Marta O'Neil i pare de Bruno. Treballa a l'hotel amfitrió d'estrangers de Rivermint, encarregant-se dels comptes de l'hotel. |
| Martha O'Neil    | Elsa Fábregas           | L'esposa de Sir Bruno O'Neil i la mare de Bruno O'Neil. Li encanta veure Bob Detroit a la televisió i té un pòster dedicat al famós noticiari. |
| Bruno O'Neil     | Maria Moscardo          | Fill dels propietaris de l'hotel. És molt inquiet i àgil amb el boomerang. És amic de Corina i s'ajuden mútuament. Té una participació clau al final de la sèrie. |
| Trombonetti      | Joaquín Díaz            | El mag venecià propietari de diversos circs. Detesta a Bob Detroit pel seu caràcter però al escoltar al coala no perd el temps i viatja a Austràlia amb el seu servent Paolo per poder exhibir-en els seus espectacles. |
| Paolo            | Miguel Ángel Valdivieso | El servent de Trombonetti el porta un munt de coses pesades mentre ell viatja. Per qualsevol cosa que digui el seu amo ho aplaudeix. Al final de la sèrie per un contratemps tant el com el seu amo pateixen un canvi de rols. |
| Sr. Money        | Luis Posada             | Un multimilionari excèntric, és l'avi de Rebecca. Es dedica a buscar d'animals dissecats. En escoltar les notícies de Mofli, viatja amb la seva neta a Austràlia i oferirà una milionària recompensa per la seva captura, viu o mort. |
| Rebeca Money     | Azucena Díaz            | Una nena de pèl negre. És la neta de Sr. Money. És capritxosa, malcriada i ambiciosa. Comparteix amb el seu avi la seva passió per col·leccionar animals dissecats i vol el coala com un regal. Es converteix en l'interès amorós de Bruno O'Neil causant gelosia a Corina Polman. |
| Ivan             | Pepe Mediavilla         | Caçador despietat d'origen rus que està a les ordres de l'avi de Rebeca i no tindrà escrúpols en provar de caçar al coala. A causa de la seva descomunal mida sempre té problemes amb les portes. Va tenir un plet amb Bailosolo en el passat per haver-lo enganyat, però s'unirà amb aquest per obtenir la recompensa.                                                                       |
| Doctor Fool      | Rafael Turia            | Eminent i famós explorador que arriba a Rivermint amb la intenció d'estudiar les espècies de la zona. Troba l'últim coala amb uns binocles especials. Després estarà dedicat a buscar-ho per estudiar-lo amb finalitat científica. Té una forta discussió amb el Sr. Money per la seva manera d'actuar. Al final de la sèrie es queda a Rivermint per seguir amb les seves investigacions.    |
| Bob Detroit      | Jordi Estadella         | Un showman, presentador i periodista de Mundivisión, un canal que transmet les notícies diàries a la televisió. Informa al món que en algun lloc d'Austràlia sobreviu un coala, l'últim de la seva espècie. Durant la sèrie aparenta ser omniscient pels successos ocorreguts als personatges. Al final dona un discurs ecològic de la conservació dels animals posant com a exemple a Mofli. |
| narrador         | Salvador Vives          | El narrador de la història en el capítol 1. |

## Llista d'episodis
| Episodi | Títol                                     | Data d'emisió original |
| ------- | ----------------------------------------- | ---------------------- |
| 01      | Rivermint                                 | 3 de setembre de 1987  |
| 02      | Mofli                                     | 7 d'octubre de 1987    |
| 03      | Arriben els dolents (Llegan los villanos) | 14 d'octubre de 1987   |
| 04      | El sueño de corina                        | 21 d'octubre de 1987   |
| 05      | El ovni                                   | 28 d'octubre de 1987   |
| 06      | El heroísmo de Estela                     | 4 de novembre de 1987  |
| 07      | El boomerang de Bruno                     | 11 de novembre de 1987 |
| 08      | Una carrera alucinante                    | 18 de novembre de 1987 |
| 09      | Estalla la tormenta                       | 25 de novembre de 1987 |
| 10      | Hipnosis                                  | 2 de desembre de 1987  |
| 11      | Mofli encuentra un amigo                  | 9 de desembre de 1987  |
| 12      | La gran amboscada                         | 16 de desembre de 1987 |
| 13      | El fin del principio                      | 23 de desembre de 1987 |

## Recepció
La sèrie va tenir una bona acceptació del públic, el que va provocar que l'empresa Equip seguís realitzant noves produccions. Els treballs d'animació van ser valorats com acceptables, mentre que els dissenys dels personatges es van qualificar com irregulars i els decorats millors en exteriors que en interiors. Un detall interessant és que dibuixaven als personatges en els vehicles amb el volant a l'esquerra en comptes de portar el volant a la dreta, ja que a Austràlia es circula pel costat esquerre (volant a la dreta) de la mateixa manera que al Regne Unit.

## Transmissió internacional
La sèrie a més de transmetre's a Espanya, va ser distribuït per exhibir-se a altres països: 
- En Portugal va ser transmès amb el seu propi doblatge en els dissabtes al matí per Rádio e Televisão de Portugal el 1988.
- En Turquia va ser transmès amb el seu propi doblatge en els dissabtes al matí per TRT el 1989.
- En Hongria va ser transmès amb el seu propi doblatge entre el 7 d'octubre de 1990 i el 30 de desembre de 1990, TV-1 emès el diumenge al matí i cada episodi es va repetir tots els dijous entre l'11 d'octubre de 1990 i el 3 de gener. El 1994 i 1996, per Duna TV .
- En Xile va ser transmès amb el doblatge original en els dissabtes al matí entre els anys 1989 i 1990 per Xarxa de Televisió de la Universitat de Xile .

Distribució en vídeo
Algunes edicions VHS de la sèrie es van comercialitzar des del seu debut el 1987. Es coneixen les edicions de Lax Vídeo d'Espanya el 1988 i Gativideo SA de l'Argentina en 1991. La sèrie fins al moment no s'ha editat en format DVD o Blu-ray i no es coneix l'estat actual del màster original per a una possible remasterització .